# Faz Gostoso
"Faz Gostoso" é uma canção gravada pela cantora e compositora luso-brasileira Blaya para seu primeiro álbum de estúdio Blaya con Dios (2019). Escrita pela artista com MC Zuka, No Maka, Stego e Tyoz e com produção de No Maka e Stego, foi lançada como single em 15 de março de 2018 pela RedMojo e Warner Music.

## Composição
"Faz Gostoso" é uma canção de funk carioca, definida como uma homenagem às raízes de Blaya — nascida no Brasil —, sendo cantada com sotaque brasileiro. Tal qual as canções do gênero, a faixa tem temática sexual. A letra fala sobre uma "traição irresistível" quando Blaya entoa no refrão: "E o pior que ele é safado, ainda por cima é carinhoso / Ele faz tão gostoso, ele faz tão gostoso / [...] Ele sabe que eu sou casada e até amo meu esposo / Mas ele faz tão gostoso, ele faz tão gostoso". Em entrevista ao portal SAPO 24, Blaya afirma que o conceito da canção pode ter uma interpretação ampla e afirma que é um tema para as pessoas se divertirem: "Eu digo 'Faz Gostoso', mas não digo o que é que a pessoa faz de gostoso. Toda a gente pode fazer tudo gostoso. Faz gostoso a cozinhar, a fazer exercício, a namorar, a ler, a escrever. Tudo se pode fazer gostoso. No videoclipe é o milkshake que está presente. É o milkshake que ele faz gostoso".
A canção foi composta, produzida e gravada no estúdio da sua produtora e gravadora RedMojo, em Paço de Arcos, no final de 2017 e distribuída pela Warner Music Portugal. Assinam a composição Blaya, MC Zuka, Tyoz, No Maka e Stego, com produção de No Maka e Stego.

## Recepção

### Desempenho comercial
"Faz Gostoso" estreou na tabela da Associação Fonográfica Portuguesa no número 23, entrando, duas semanas depois, para as 5 melhores no número 3. Alcançou o topo na semana publicada em 16 de abril de 2018, permanecendo nesta colocação por 5 semanas não consecutivas, tornando-se o primeiro grande sucesso na carreira solo de Blaya (e o maior êxito da mesma até ao momento). O vídeo musical, lançado no mesmo dia em que o single foi liberado, acumulava 20 mil visualizações em 1 dia no YouTube. Em setembro de 2018, o vídeo se tornou o mais assistido de todos os tempos para uma canção portuguesa, com mais de 23 milhões de acessos. No Spotify, a canção se tornou a primeira lançada por uma artista feminina a atingir a primeira posição na listagem das 50 mais tocadas em Portugal.

### Prémios e indicações
| Ano  | Premiação                           | Categoria              | Resultado | Ref.   |
| ---- | ----------------------------------- | ---------------------- | --------- | ------ |
| 2019 | Melhores do Ano (Rádio Nova Era)    | Melhor Single Nacional | Venceu    | [ 9 ]  |
| 2019 | Play - Prémios da Música Portuguesa | Vodafone Melhor Canção | Indicado  | [ 10 ] |

## Desempenho nas tabelas musicais
| Tabela musical (2018) | Melhor posição |
| --------------------- | -------------- |
| Portugal (AFP)        | 1              |

### Certificações
| Região                                                                    | Certificação | Unidades / vendas |
| ------------------------------------------------------------------------- | ------------ | ----------------- |
| Portugal (AFP)                                                            | 2× Platina   | 40,000^           |
| "^" denota números de unidades estimadas baseadas somente na certificação |              |                   |

## Versão de Madonna
A versão gravada pela cantora norte-americana Madonna, com participação da cantora brasileira Anitta, foi lançada através do álbum Madame X, em 14 de junho de 2019.
Morando em Portugal, Madonna ouviu a música em estilo funk "Faz Gostoso" da cantora Blaya tocar nas rádios do país e se encantou. Madonna, então, ficou decidida a gravar a canção em língua portuguesa para incluir na tracklist do seu novo álbum Madame X. A cantora pediu autorização para regravar a canção por já estar familiarizada com a língua portuguesa e querer prestar uma homenagem a Portugal, país onde já residia desde 2017. No estágio de pré-produção, o fotógrafo e amigo pessoal da cantora, Mert Alas, sugeriu convidar Anitta (cantora a qual Madonna desconhecia) a dividir os vocais da canção, visando amplificar o impacto comercial da obra. Inicialmente, a canção receberia um videoclipe com a participação de ambas as vocalistas, mas a ideia foi descartada devido ao baixo desempenho do single nas plataformas comerciais mundiais. Madonna preferiu investir em outras músicas do álbum, além de retirar "Faz Gostoso" do repertório da turnê Madame X Tour. Durante a turnê, a cantora optou por entoar outras canções para homenagear o seu país de residência. Em novembro, Anitta se encontrou com Madonna e gravaram juntas uma faixa para o álbum Madame X. Posteriormente, foi especulado que Madonna teria gravado com Anitta um cover de "Faz Gostoso", após ter se interessado pela faixa no período em que morou em Lisboa. A confirmação oficial chegou através da liberação da lista de faixas do álbum Madame X, em 17 de abril de 2019. Segundo revelou Anitta, a faixa seria toda cantada em português., o que, à data do lançamento de Madame X, se verificou não ser verdade, pois a cover também contém versos em inglês. A regravação contém composição adicional de Emanuel Oliveira, Duarte Carvalho e Madonna.
Após a confirmação, Blaya revelou que a regravação da canção por Madonna "só nos deixa com mais certeza que podemos chegar onde quisermos" e, em nome da equipe que produziu o single, considerou "gratificante saber que a nossa dedicação valeu e vale a pena".

### Recepção crítica
"Faz Gostoso" recebeu críticas geralmente favoráveis. Em um comentário menos elogioso em seu canal no YouTube, o crítico musical brasileiro Regis Tadeu criticou a letra, o arranjo e a colaboração com a Anitta. Também do Brasil, Julia Sabbaga do site Omelete foi mais elogiosa, dizendo que Madonna trouxe o melhor da colaboração com a Anitta, e que a "esperada parceria" com a cantora "faz perfeito sentido (...) tirou proveito do chiclete da carioca e encaixou com uma produção certeira." Adriana Del Ré publicou uma crítica positiva no jornal O Estado de S. Paulo, dizendo que é "interessante ouvir Madonna se esforçando para usar a acentuação portuguesa."
Em crítica favorável, a redação do Metro Jornal disse que "Madonna investe dessa vez em sonoridades tão distintas quanto o reggaeton, o funk e o kuduro para defender o título de rainha do pop conquistado no fim dos anos 1980." Rodrigo Ortega, do portal G1, também elogiou, dizendo que "tem uma ótima frase com mistura de línguas ('better throw that cachaça away'). O único erro é a enrolação com um batuque de samba nada a ver e que estica a faixa para mais de quatro minutos. Se os DJs pularem essa parte, tem potencial de tocar bem e animar festas no Brasil e lá fora."
Thiago Nolla, do site CinePOP avaliou a música com quatro de cinco estrelas. O jornal britânico Daily Star também elogiou, chamando de "uma música de trance épica que apresenta cantos hipnóticos."

### Desempenho nas tabelas musicais
| Tabela musical (2019) | Melhor posição |
| --------------------- | -------------- |
| Portugal (AFP)        | 53             |

| Tabela musical (2019)                | Melhor posição |
| ------------------------------------ | -------------- |
| Top 50 Streaming (Pro-Música Brasil) | 47             |